# Yumi Umeoka
Yumi Umeoka (梅岡 由美 Umeoka Yumi?) es una exfutbolista japonesa.
Umeoka jugó 4 veces para la selección femenina de fútbol de Japón entre 1997 y 1998. Umeoka fue elegida para integrar la selección nacional de Japón para los Copa Asiática femenina de la AFC de 1997.

## Trayectoria

### Selección nacional
| Selección | País  | Año       |
| --------- | ----- | --------- |
| Absoluta  | Japón | 1997-1998 |

## Estadística de equipo nacional
| Selección femenina de fútbol de Japón | Selección femenina de fútbol de Japón | Selección femenina de fútbol de Japón |
| Año                                   | Partidos                              | Goles                                 |
| ------------------------------------- | ------------------------------------- | ------------------------------------- |
| 1997                                  | 3                                     | 0                                     |
| 1998                                  | 1                                     | 0                                     |
| Total                                 | 4                                     | 0                                     |